# 크레우사

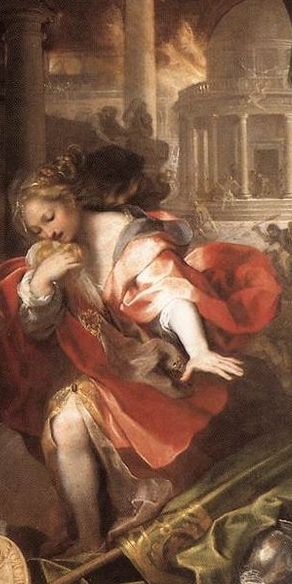

크레우사(Creusa)는 그리스 신화에 나오는 아이네이아스의 아내이다. 트로이의 마지막 왕 프리아모스와 헤카베 사이에서 태어난 딸이다. 트로이 왕족 안키세스의 아들인 아이네이아스와 결혼하여 아스카니오스를 낳았다. 알바롱가의 창건자인 아스카니오스는 아이네이아스가 이탈리아로 간 뒤 라티움 왕 라티누스의 딸 라비니아와 결혼하여 얻은 아들이라고도 한다. 트로이 전쟁에서 그리스군에게 트로이가 함락될 때 아이네이아스는 가족 및 추종자들과 함께 트로이를 탈출하였는데, 불길에 휩싸인 도시를 빠져나오다가 그만 크레우사를 잃어버렸다. 아내를 찾으러 되돌아가는 아이네아스 앞에 크레우사의 환영 또는 유령이 나타나 자신은 땅의 여신 키벨레의 보호를 받고 있으니 찾지 말라고 하면서 아이네이아스에게 테베레강이 흐르는 서쪽, 즉 이탈리아로 가라고 조언하였다고 한다. 아이네이아스는 7년 동안 떠돌아다닌 끝에 이탈리아에 도착하여 로마 제국의 건국 시조가 되었다.